# Piłka do koszykówki

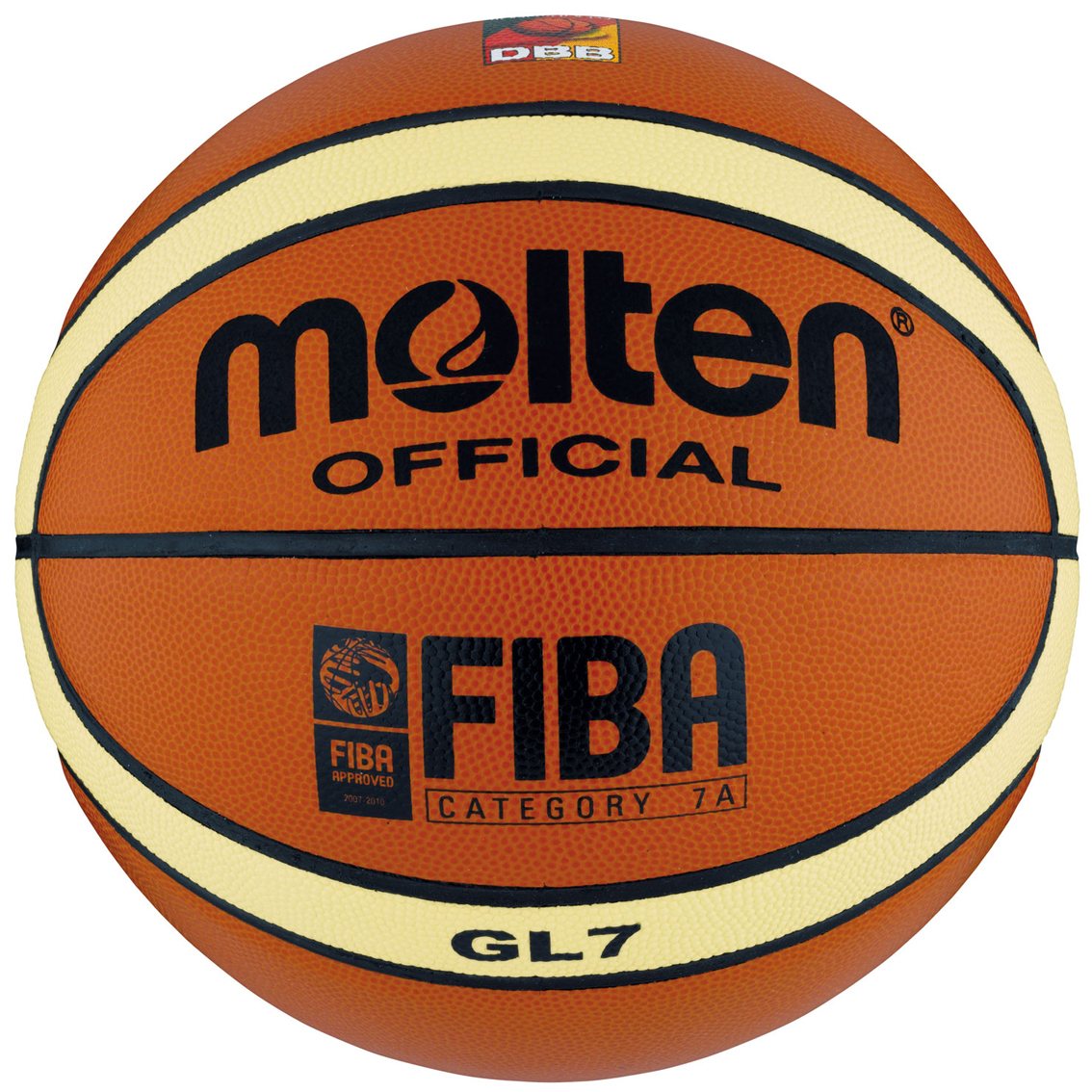
Piłka do koszykówki spełniająca normy FIBA

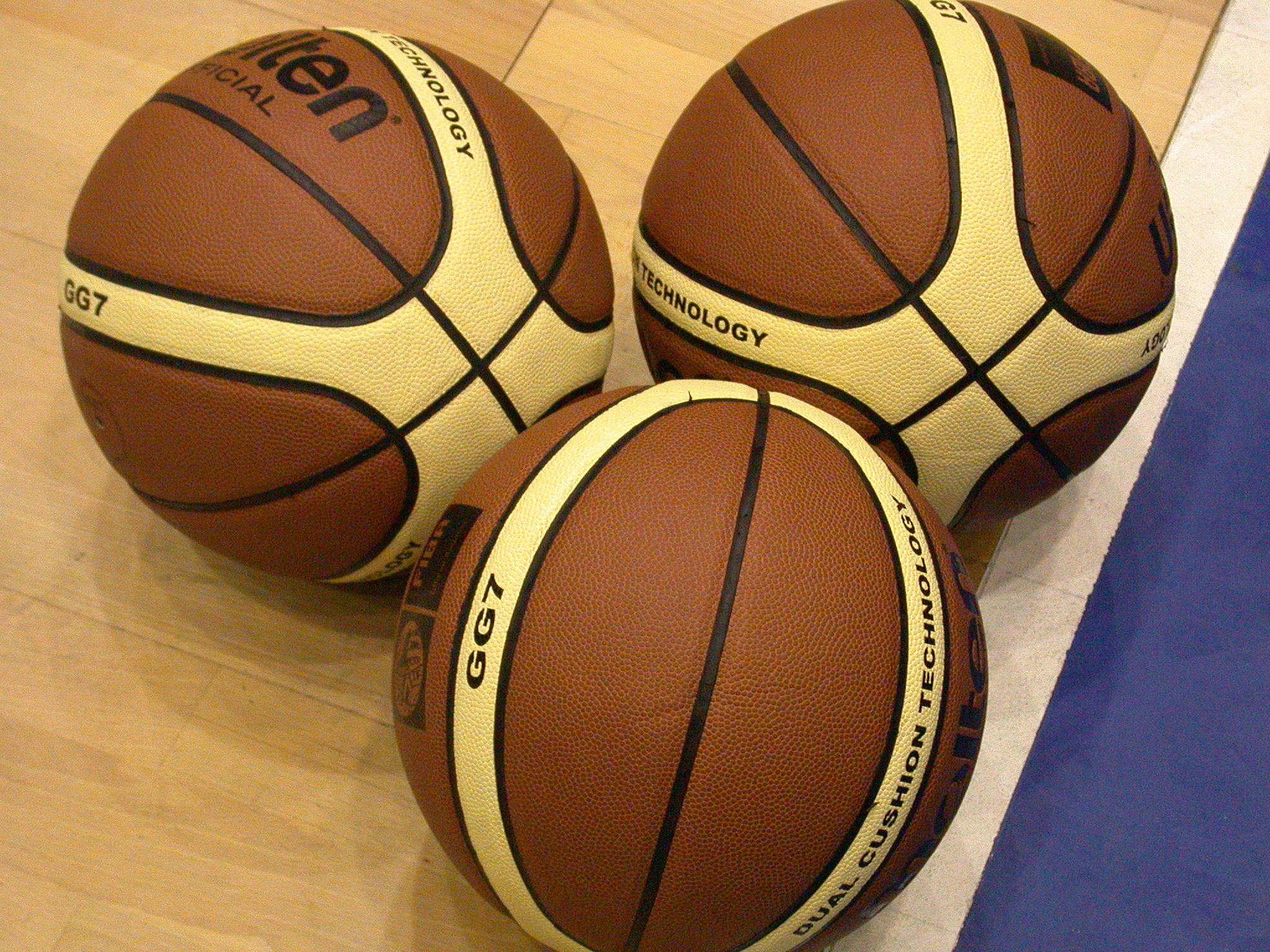
Piłki do koszykówki leżące na boisku

Piłka do koszykówki – piłka używana do gry w koszykówkę. 

## Piłka zgodna z normami FIBA
Zgodnie z normami FIBA, piłka do koszykówki musi być kulista. Szwy muszą być koloru czarnego, a ich szerokość ma być nie większa niż 6,35 mm. Piłka powinna być koloru pomarańczowego. Materiał, z którego stworzona jest jej zewnętrzna powierzchnia, to naturalna lub sztuczna skóra. W zawodach niskiej rangi dopuszczalne są piłki wykonane z gumy.
Istnieją dwa rozmiary piłek. Rozmiar 7 wykorzystywany jest w rozgrywkach mężczyzn. Obwód tej piłki powinien wynosić 74,9–78,0 cm. Waga tej piłki powinna mieścić się w przedziale 567–650 gramów. Rozmiar 6 wykorzystywany jest w rozgrywkach kobiet. Obwód tej piłki powinien wynosić 72,4–73,7 cm. Waga tej piłki powinna mieścić się w przedziale 510–567 gramów. Na każdej piłce do koszykówki musi być podany jej rozmiar.
Piłka musi być napompowana w taki sposób, by spuszczona z wysokości 180 cm (licząc od spodu piłki) odbiła się od podłoża na wysokość 120–140 cm (licząc do najwyższego punktu na piłce).

## Piłka zgodna z normami NBA

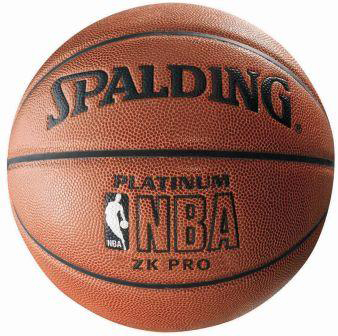
Piłka do NBA - wersja Platinum

Wg NBA, piłka do koszykówki jest kulistym, nadmuchiwanym obiektem, koniecznym do gry w koszykówkę. Piłka używana do gry według zasad NBA, powinna być zatwierdzona przez NBA, a jej ciśnienie powinno wynosić 7,5–8,5 funtów. Standardowy rozmiar piłki w NBA to od 29,5 do 29,875 cali (74,93-75,88 cm) w obwodzie. Powinna być wykonana z prawdziwej lub sztucznej skóry, lub z gumy. Wnętrze piłki stanowi nadmuchiwany gumowy pęcherz. 
Od 2021 roku oficjalnym dostawcą piłek dla NBA jest firma Wilson, która współpracowała z ligą także w latach 1946–1983. Od 1983 do 2021 roku używano piłek Spalding.

## Piłka zgodna z normami NCAA

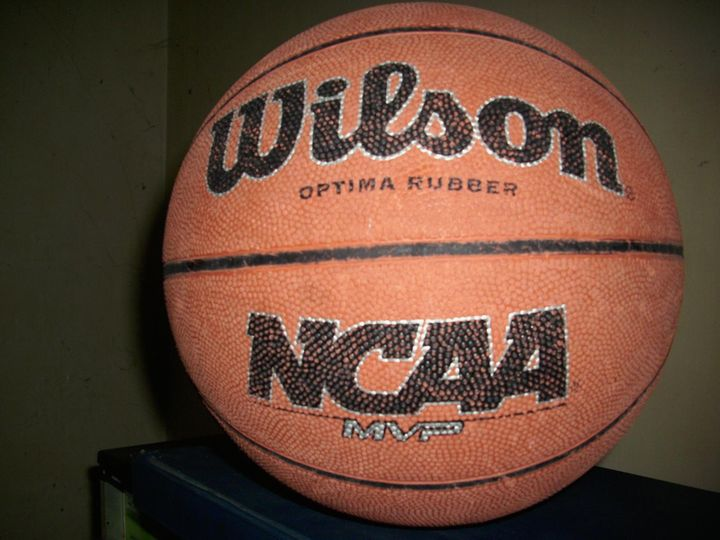
Piłka spełniająca normy NCAA

W rozgrywkach NCAA piłka powinna mieć kształt kulisty, tzn. taki, że każdy punkt jej powierzchni jest równoodległy od środka piłki, z wyjątkiem zatwierdzonych czarnych gumowych kanałów i/lub szwów. Powinna mieć tradycyjne 8 paneli, zdefiniowanych poprzez dwa czarne kanały i/lub szwy przecinające obwód piłki w przeciwnych kierunkach oraz dwa panele, które położone na płaskiej powierzchni mają kształt ósemki. 
Obwód piłki NCAA musi wynosić od 29,5 do 30 cali. Waga musi wynosić od 20 do 22 uncji.

## Bigball
Bigball to specjalny rodzaj piłki do koszykówki, o znacznie zwiększonych rozmiarach. Obwód tej piłki wynosi 91,4 cm. Piłka ta nadal jest w stanie przejść przez obręcz kosza, lecz musi być rzucona pod znacznie większym kątem i wymaga dużo lepszej techniki rzutu. Bigball używana jest m.in. na niektórych treningach graczy NBA - po ćwiczeniach z tą dużą piłką, gra piłką o zwykłych rozmiarach wydaje się dużo prostsza. 

## Historia

Historyczna piłka do koszykówki

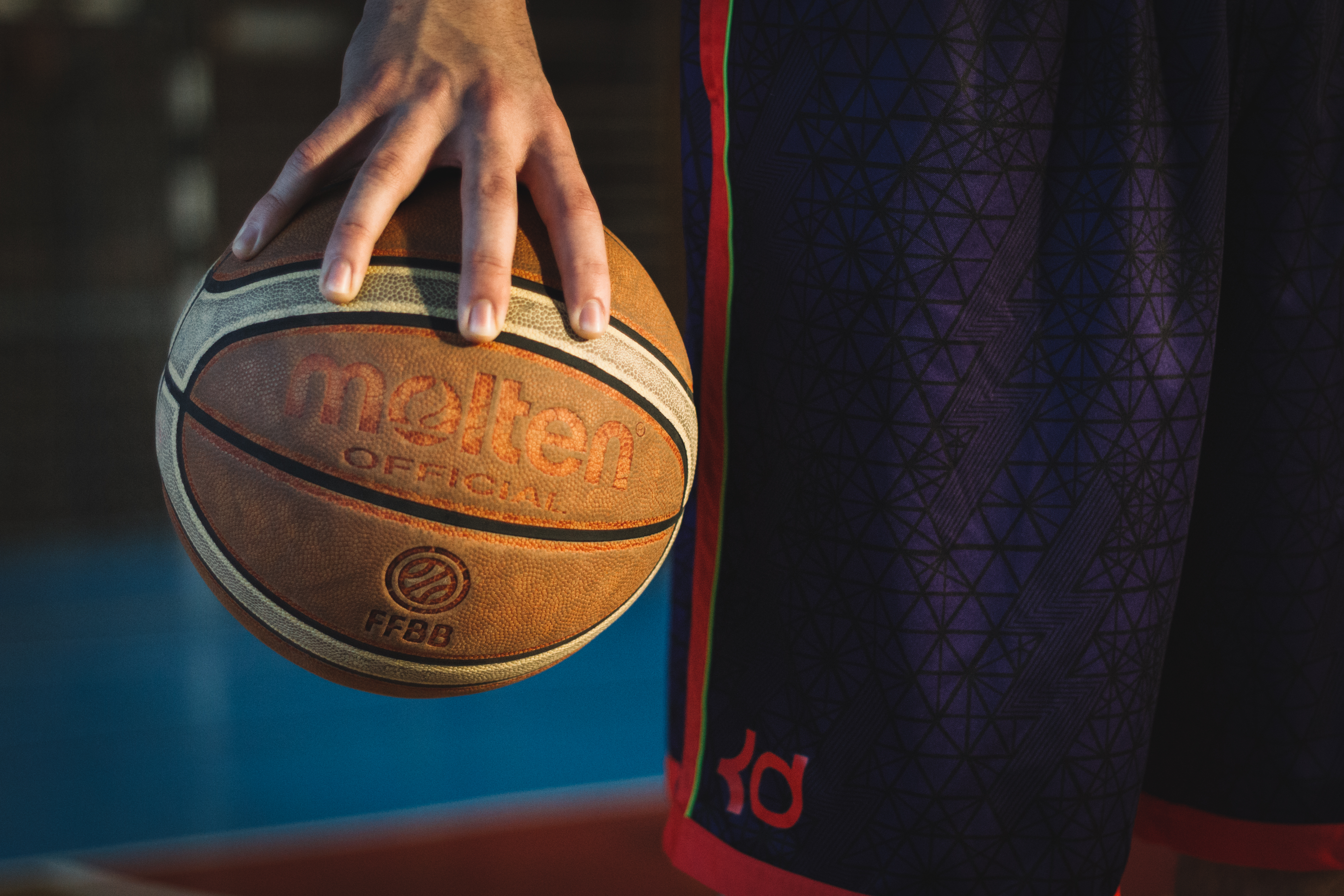
Piłka do koszykówki trzymana w jednej dłoni.

Przez pierwsze 3 lata istnienia koszykówki do gry używano zwykłej piłki futbolowej. Nie dało się nimi kozłować i były niewygodne do trzymania w dłoniach. W pierwszych zasadach gry w koszykówkę twórca koszykówki - James Naismith - opisał piłkę jako „dużą, lekką, możliwą do trzymania w dłoniach”. Pierwszą w historii piłkę do koszykówki stworzono w 1894 roku. Dokonało tego przedsiębiorstwo zajmujące się produkcją rowerów. Pod koniec XIX wieku oficjalnym producentem piłek do koszykówki została firma Spalding. Pierwsze piłki do koszykówki ulegały odkształceniom, dochodziło do uszkodzenia zszycia piłki, a piłkami ciężko było kozłować. 
W 1929 roku dokonano przeprojektowania piłek do koszykówki. Ukryto zszycia piłki (co wyeliminowało odbijanie się piłki w niekontrolowanych kierunkach) oraz zwiększono zdolność piłki do odbijania się. Piłki stały się większe, lżejsze i łatwiejsze do kontrolowania. W 1942 roku użyto nowej technologii produkcji piłek, która wyparła zszywane piłki.  
W celu poprawy możliwości chwytu piłki nawet jedną ręką, powierzchnia piłki nie jest idealną sferą, lecz zawiera specjalne wgłębienia. Twórcą tego rozwiązania był Marvin Palmquist.
Mniejszy rozmiar piłki dla kobiet został wprowadzony przez FIBA w roku 2004.

## Szczegóły konstrukcji piłki
Zewnętrzne pokrycie piłki do koszykówki wykonane jest ze skóry, sztucznej skóry lub gumy. Wewnątrz znajduje się wypełnienie oraz specjalny pęcherz - struktura podobna do balonu, utrzymująca powietrze. Pęcherz ten wykonany jest z gumy butylowej, a wypełnienie piłki wykonane jest z nylonu oraz poliestru. Do wykonania oznaczeń i nadruków na piłce używane są: folia oraz płytki cynku i miedzi. W powierzchni piłki znajdują się mikroskopijne dziurki, wykonane z poliuretanu o specjalnie zwiększonych właściwościach absorbujących. Pochłania wilgoć (np. pochodzącą z potu graczy), by zmniejszyć śliskość piłki.